# Olli Banjo

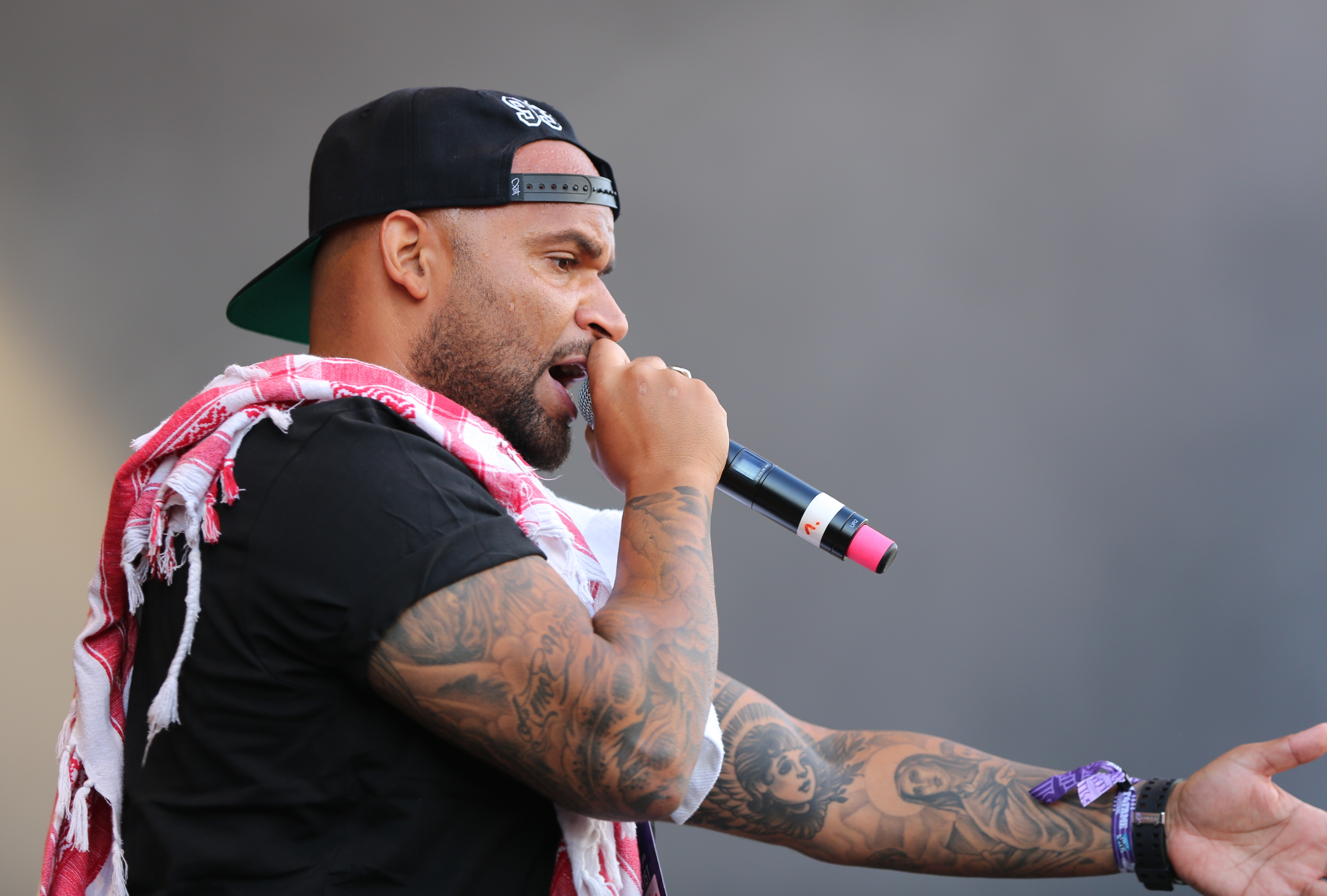
Olli Banjo beim Out4Fame-Festival 2016

Olli Banjo (* 12. Januar 1977 in Heidelberg; bürgerlich Oliver Olusegun Otubanjo) ist ein deutscher Hip-Hop-Musiker. Zeitweise trat er auch unter den Namen Wunderkynd auf.

## Biografie

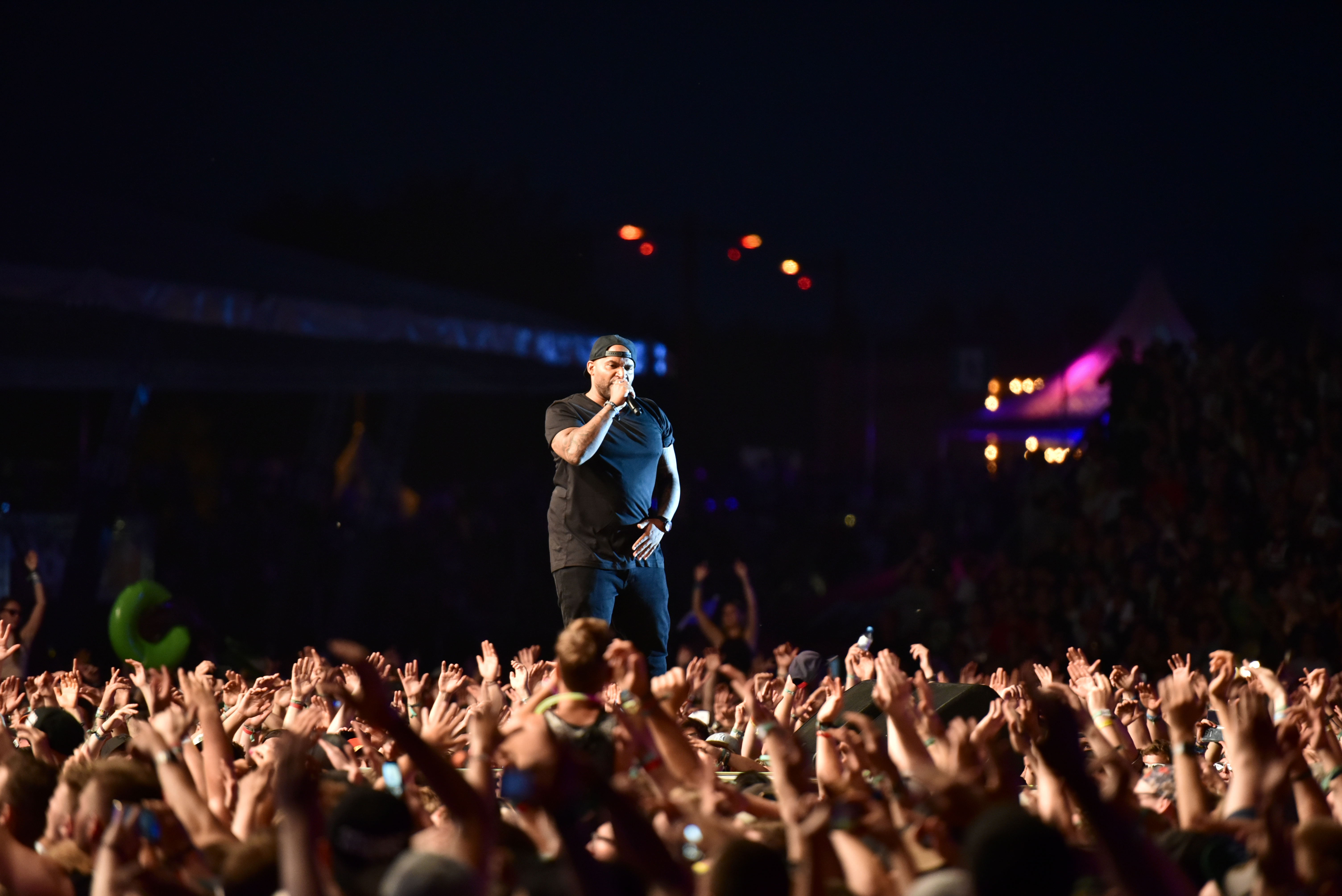
Olli Banjo auf dem Splash! Festival 2017

Olli Banjo wurde als Sohn eines Nigerianers und einer Deutschen geboren. Er wuchs im unterfränkischen Aschaffenburg auf. In seiner Jugend strebte er eine Fußballkarriere an und schaffte es bis in die Bayernauswahl.
Banjo wurde als 16-Jähriger Mitglied der Rapgruppe Maximale Lautstärke, die gemeinsam mit Fresh Familee, Den Fantastischen Vier, Den Coolen Säuen und den Reimbanditen als Die deutsche Reimachse eine Single veröffentlichten.
Im Jahr 2001 veröffentlichte Olli Banjo seine erste 12". Diese erschien unter dem Titel Rotlicht/Du und mein Penis. Die Redaktion des Hip-Hop-Magazins Juice wählte den Tonträger zur 12" des Monats.
Im April 2003 erschien die 12" Notruf EP, die er mit dem Album Erste Hilfe im Mai 2003 fortsetzte. Nach diesem Album, diversen Single-Auskopplungen und Live-Konzerten stellte Olli Banjo 2004 sein neues Mixtape Sparring vor. Auf dieser CD sind unter anderem Lieder mit Kool Savas, Curse und Sido zu finden.
Am 1. August 2005 erschien das Album Schizogenie. Es stieg in den Charts auf Platz 39 ein.
Das Mixtape Sparring 2 erschien am 9. Juni 2006 und kam in den Charts auf Platz 42. Auf der CD sind neben einigen Solosongs auch Auftritte mit bekannten deutschen Rapstars zu hören, unter anderem Samy Deluxe und Sido.
Ende 2006 erschien das Album David Generation der Gruppe Zeichen der Zeit, für das Olli Banjo einen Solotrack und ein Feature beisteuerte.
Am 31. Oktober 2007 wurde auf MTV der Kurzfilm Kingz ausgestrahlt, in dem Olli Banjo neben Bela B. eine der Hauptrollen übernahm. Zuvor war der Film bereits am 6. Oktober 2007 auf dem Pay-TV-Sender 13th Street ausgestrahlt worden.
Im Juni 2007 veröffentlichte Olli Banjo sein drittes Soloalbum Lifeshow mit Features von Jonesmann und Chamillionaire.
Am 9. November 2007 erschien ein Sampler in Form einer CD unter dem Namen Lost Tapes. Enthalten sind hier teilweise unveröffentlichte Lieder und Remixes und das Instrumental zu Königsklasse sowie einige Lieder, die es zuvor nur für Internetportale gab.
Am 25. April 2008 ist über Headrush Records der dritte Teil seiner Sparring-Reihe veröffentlicht worden. Das Mixtape Sparring 3 wurde unter anderen von Roe Beardie, Melbeatz und den Beatgees produziert. Neben altbekannten Featuregästen wie Kool Savas und Curse sind auch Kollaborationspartner wie Planet Asia, F.R., B-Tight und K.I.Z vertreten.
Am 27. Februar 2009 wurde das Kollabo-Album mit Jonesmann 4 Fäuste für ein Halleluja über das Label Echte Musik veröffentlicht.
Am 28. Mai 2010 erschien mit Kopfdisco Olli Banjos viertes Soloalbum. Das Album beinhaltet Gastbeiträge von Xavier Naidoo und Kool Savas. Für die Beats zeigte sich diesmal hauptsächlich das Frankfurter Produzentenduo Bounce Brothas verantwortlich. Kopfdisco ist die bislang kommerziell erfolgreichste Veröffentlichung des Rappers. In den deutschen Album-Charts erreichte das Album Platz 15.
In der zweiten Hälfte des Jahres 2013 moderierte Banjo ein von HometownTV organisiertes audiovisuelles Rap-Battles, bei dem neben Rap am Mittwoch und AggroTV diverse andere, szenerelevante Institutionen Jurymitglieder stellten.
Am 29. August 2015 nahm er als „Wunderkynd“ am Bundesvision Song Contest 2015 teil und wurde 16., somit Letzter. Dabei wurde ein Negativrekord von 2 Punkten aufgestellt.

## Diskografie

### Studioalben
| Jahr | Titel                      | Höchstplatzierung, Gesamtwochen, AuszeichnungChartplatzierungen (Jahr, Titel, Platzierungen, Wochen, Auszeichnungen, Anmerkungen) | Höchstplatzierung, Gesamtwochen, AuszeichnungChartplatzierungen (Jahr, Titel, Platzierungen, Wochen, Auszeichnungen, Anmerkungen) | Anmerkungen                                          |
| Jahr | Titel                      | DE | CH | Anmerkungen                                          |
| ---- | -------------------------- | --- | --- | ---------------------------------------------------- |
| 2003 | Erste Hilfe                | DE99 (1 Wo.)DE | — | Erstveröffentlichung: 2003                           |
| 2005 | Schizogenie                | DE39 (3 Wo.)DE | — | Erstveröffentlichung: 2005                           |
| 2007 | Lifeshow                   | DE38 (1 Wo.)DE | — | Erstveröffentlichung: 8. Juni 2007                   |
| 2009 | 4 Fäuste für ein Halleluja | DE46 (1 Wo.)DE | — | Erstveröffentlichung: 27. Februar 2009 mit Jonesmann |
| 2010 | Kopfdisco                  | DE15 (2 Wo.)DE | — | Erstveröffentlichung: 28. Mai 2010                   |
| 2014 | Dynamit                    | DE17 (2 Wo.)DE | CH71 (1 Wo.)CH | Erstveröffentlichung: 9. Mai 2014                    |
| 2015 | Wunderkynd                 | — | — | Erstveröffentlichung: 2015 als Wunderkynd            |
| 2017 | Großstadtdschungel         | DE22 (1 Wo.)DE | — | Erstveröffentlichung: 14. Juli 2017                  |
| 2018 | Schwarz auf Weiß           | — | — | Erstveröffentlichung: 29. Juni 2018                  |
| 2025 | PABLO                      | — | — | Erstveröffentlichung: 10. Januar 2025                |

### Kompilationen
- 2014: Hits & Raritäten

### Mixtapes
| Jahr | Titel      | Höchstplatzierung, Gesamtwochen, AuszeichnungChartsChartplatzierungen (Jahr, Titel, Platzierungen, Wochen, Auszeichnungen, Anmerkungen) | Anmerkungen                          |
| Jahr | Titel      | DE | Anmerkungen                          |
| ---- | ---------- | --- | ------------------------------------ |
| 2004 | Sparring 1 | DE79 (1 Wo.)DE | Erstveröffentlichung: 19. Juli 2004  |
| 2006 | Sparring 2 | DE42 (2 Wo.)DE | Erstveröffentlichung: 9. Juni 2006   |
| 2008 | Sparring 3 | DE41 (1 Wo.)DE | Erstveröffentlichung: 25. April 2008 |

Weitere Mixtapes
- 2007: Lost Tapes

### EPs
- 2001: Schleudersitz EP
- 2003: Notruf EP
- 2005: Wie ein Schuss EP
- 2010: Juice Exclusive EP

### Singles
- 2001: Rotlicht/Du und mein Penis

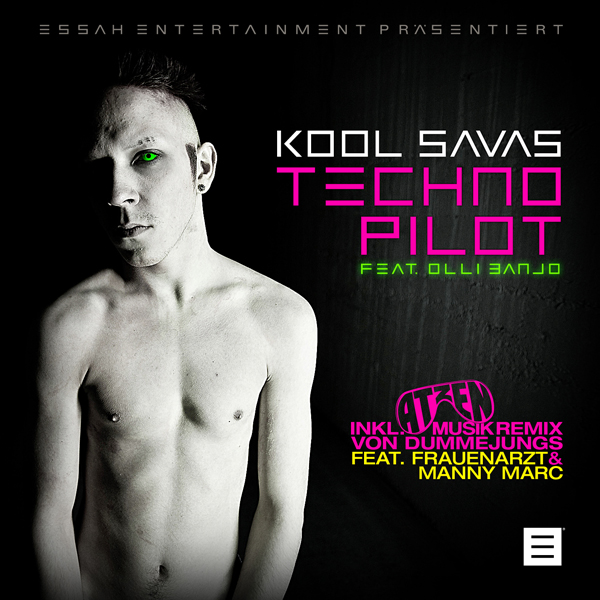
Cover der Single Techno Pilot

- 2002: Pickel (mit Roey Marquis II.)
- 2003: Dein Arsch
- 2003: Deutschland
- 2003: Superstar (mit Noisy Stylus)
- 2010: Sag B.a.n.j.o
- 2010: Lichtplanet
- 2010: Techno Pilot (Kool Savas feat. Olli Banjo)
- 2010: Randale in der Sonderschule
- 2024: Sandkastenfreunde (Kool Savas feat. Olli Banjo)

### Sonstige Veröffentlichungen
- 1993: Die Deutsche Reimachse – 100% Positiv
- 2000: 2 McRip Bitte!!
- 2002: Verona (feat. DJ Lifeforce)
- 2003: Scheiße und pervers (Juice-Exclusive CD #29)
- 2005: Polizei (Juice-Exclusive CD #54)
- 2005: Gangsta, Gangsta (Juice-Exclusive CD #55)
- 2005: Zahltag (Remix) (feat. Separate) (Juice-Exclusive CD #57)
- 2005: Moves (feat. Plattenpapzt und Jonesmann) (Juice-Exclusive CD #59)
- 2006: Ich trage dich (mit Zeichen der Zeit)
- 2006: Ridin (Chamillionaire ft. Olli Banjo [Germany Remix])
- 2006: Unmöglich (Juice Edit) (feat. Samy Deluxe) (Juice-Exclusive CD #64)
- 2006: Ich bin deutscher Hiphop (Remix) (feat. Sentino und Megaloh) (Juice Exclusive! CD #68)
- 2006: Ihr wollt das Album!  (feat. Jonesmann) (Juice-Exclusive CD #71)
- 2007: Die Juice weiß (Juice-Exclusive CD #74)
- 2007: Insomnia (feat. Jasmin Shakeri) (Juice-Exclusive CD #78)
- 2007: Bluuts & Rappers (Juice-Exclusive CD #79)
- 2007: Men of Respect (mit Kool Savas, Ercandize, Noreaga, Tony Sunshine, JR Writer, Agallah, Lumidee, Jae Millz und Jae'Son) (77Store.com-Exclusive)
- 2007: Meilenstein (Juice-Exclusive CD #82)
- 2008: Christina (Remix) (feat. Harris und Blaze) (Juice-Exclusive CD #92)
- 2008: Wir kenn’ dich nicht reloaded (Laas Unltd. feat. Olli Banjo, Kool Savas, Franky Kubrick und Maeckes & Plan B) (Juice-Exclusive CD #93)
- 2008: Der Beweis 2 (Mammut Remix) (Kool Savas feat. Olli Banjo, Plan B, Maeckes, Caput, MoTrip, Ercandize, Kid Kobra, Franky Kubrick, Sizzlac, Laas Unltd., Jifusi, Phreaky Flave, Amar, Germany, Favorite, Kaas und Vega)
- 2009: Tribute to Notorious B.I.G. (feat. Curse und Tone) (Juice-Exclusive CD #95)
- 2009: Krieg (feat. Favorite) (Selfmade Sampler: Chronik 2)
- 2009: Kein Kompromiss (feat. Mädness) (Juice-Exclusive CD #102)
- 2010: Sie verstehen mich nicht (Olli Banjo & Hudson Mohawke) (Juice-Exclusive CD #107)
- 2010: H.U.L.K. (16bars.de-Exclusive)
- 2011: Schritte vor der Tür (feat. Kool Savas)
- 2011: Deine Sprache (16bars.de-Remade)
- 2011: Echo (Kool Savas feat. Olli Banjo)
- 2012: Mehr als sie (Xavas feat. Olli Banjo)
- 2013: Bunte Steine (Der Xer featuring Olli Banjo)
- 2015: Träume (Separate feat. Olli Banjo)
- 2016: Ernst gemeint (Kool Savas feat. PA Sports & Moe Mitchell) auf Essahdamus (Mixtape von Kool Savas)
- 2019: Universum/Hawkings (Kool Savas feat. Olli Banjo, Cr7z, Boz, Infinit & Daev Yung) auf KKS

## Belege
1. ↑  Interview, mzee.com
2. ↑  Archivierte Kopie (Memento vom 9. September 2010 im Internet Archive)
3. ↑  Mai-Ausgabe der Juice, 2008, S. 48
4. ↑  Olli Banjo mit dem dritten Teil seiner Sparring-Runde (Memento vom 11. September 2009 im Internet Archive), hiphopjudge.com vom 21. März 2008
5. ↑  Archivierte Kopie (Memento vom 4. September 2014 im Internet Archive)
6. 1 2  Chartquellen: DE CH

| Personendaten    | Personendaten                               |
| ---------------- | ------------------------------------------- |
| NAME             | Banjo, Olli                                 |
| ALTERNATIVNAMEN  | Otubanjo, Oliver Olusegun (wirklicher Name) |
| KURZBESCHREIBUNG | deutscher Hip-Hop-Musiker                   |
| GEBURTSDATUM     | 12. Januar 1977                             |
| GEBURTSORT       | Heidelberg                                  |